# Chicago Urban League
La Chicago Urban League, fondée en 1916, est une association affiliée à la National Urban League, dont la mission de départ est d'accueillir et de conseiller les Afro-Américains qui migraient du Sud pour trouver du travail à Chicago. Les services rendus étaient divers : organisation de services sociaux communautaires, faciliter l'accès à l'emploi et au logement, aides juridiques. La mission actuelle de la Chicago Urban League est de contribuer aux progrès économique, éducatif et social des Afro-Américains et de valoriser de façon durable les innovations de la communauté afro-américaine.

## Histoire
La Chicago Urban League se créée en 1916, elle est affiliée à la National Urban League, dont le champ est limité à Chicago et ses environs proches, si sa mission principale est l'aide sociale et le conseil juridique pour les Afro-Américains, elle ne veut pas se replier sur une seule base communautaire, elle veut encourager le dialogue le dialogue interracial, c'est ainsi que son premier président est un blanc, le professeur de sociologie de l'université de Chicago, Robert E. Park, connu pour ses positions favorables au dialogue inter-communautaire, connu pour son implication au Tuskegee Institute,,. Robert Park est assisté par un Afro-Américain, membre de la National Urban League, T. Arnold Hill,,,.
En 1922, à la suite des émeutes raciales de Chicago en 1919, Charles S. Johnson est embauché comme directeur de recherche par la Chicago Urban League, il fait une analyse des causes de cette émeute qui a fait 38 morts et 537 blessés principalement des Afro-Américains, il propose un plan de prévention qui sera approuvé par le gouverneur de l'Illinois, Frank Lowden, qui le nommera à la Commission d'investigation sur les émeutes.
Pendant la Grande Dépression, la ligue devient un interlocuteur d'apaisement face au risque de la montée des sympathies communistes chez les Afro-Américains au chômage et sans abri. La ligue étend sa zone sur l’ensemble de l'Illinois
En 1947, Sidney Williams devient, secrétaire exécutif, il tient des positions condamnant la violence contre les Afro-Américains qui cherchent des logements salubres, position contraire à celle du conseil d'administration, qui aboutit à son retrait en 1955. la Ligue confirme ainsi son rôle comme de dialogue entre les races. Edwin Carlos «Bill» Berry, prend sa succession en 1956, charge qu'il occupera jusqu'en 1970. Il fait de la ligue un puissant lobby auprès des instances économiques, politiques et administratives de Chicago et de l’Illinois.
La ligue pendant les 1980 et 1990, met en place un dispositif de formation pour préparer les afro-américains à se saisir de toutes les opportunités issues des dirigeants d'entreprises et des responsables politiques.
Depuis le déclin industriel Chicago amorcé en 1990, la Ligue alerte les autorités sur la disparition des services publics et de santé dans les quartiers défavorisés habités par les Afro-Américains.
Dans cette logique, en 2007, la Chicago Urban League crée le CUL Center for Entrepreneurship & Innovation Mission,
En 2012, la ligue crée un festival de cinéma le Chicago Urban League's Black History Month Film Fest, à cette occasion avec les soutiens du Columbia College de Chicago et du critique Roger Ebert, s'est mis surplace une formation de critiques cinématographiques auprès de jeunes afro-américains.
En 2019, Karen Freeman-Wilson, maire de Gary dans l'Indiana devient présidente, prenant la succession de la présidente par intérim, Barbara A. Lumpkin, qui avait assuré la charge après le départ de Mme Shari Runner après une restructuration mouvementée

## Financement
La Chicago Urban League reçoit régulièrement des dons de fondation :
- la Fondation MacArthur a versé 2 451 120 $ entre 1980 et 2018[21].

## Pour en savoir plus

#### Essais
- (en-US) Arvarh E. Strickland, History of the Chicago Urban League, University of Illinois Press, 1966, rééd. 14 mai 2001, 304 p. (ISBN 9780826213471, lire en ligne),

#### Articles
Les articles de JSTOR, sont librement accessibles à la lecture en ligne jusqu'à la concurrence de 99 articles par mois.
- (en-US) L. Hollingsworth Wood, « The Urban League Movement », The Journal of Negro History, Vol. 9, No. 2,‎ avril 1924, p. 117-126 (10 pages) (lire en ligne),
- (en-US) Steven J. Diner, « Chicago Social Workers and Blacks in the Progressive Era », Social Service Review, Vol. 44, No. 4,‎ décembre 1970, p. 393-410 (18 pages) (lire en ligne ),
- (en-US) Park Dixon Goist, « City and "Community": The Urban Theory of Robert Park », American Quarterly, Vol. 23, No. 1,‎ printemps 1971, p. 46-59 (14 pages) (lire en ligne ),
- (en-US) Philip Jackson, « Black Charity in Progressive Era Chicago », Social Service Review, Vol. 52, No. 3,‎ septembre 1978, p. 400-417 (18 pages) (lire en ligne ),
- (en-US) Gareth Canaan, « "Part of the Loaf:" Economic Conditions of Chicago's African-American Working Class during the 1920's », Journal of Social History, Vol. 35, No. 1,‎ automne 2001, p. 147-174 (28 pages) (lire en ligne ),